# 1833

## أحداث
- حصار الزبير الذي استمر لمدة سبعة أشهر وفرضه عيسى السعدون، وانتهى بدخوله المدينة.
- تأسيس مدينة حصار وتقع حاليا في الهند.
- تأسيس مدينة الشارقة وتقع حاليا في الإمارات العربية المتحدة.
- 9 يونيو: تأسيس مدينة دبي على يد آل مكتوم وتقع حاليا في الإمارات العربية المتحدة.
- بداية الحروب الكارلية في 1833 والتي انتهت في 1876.
- بداية الحرب الكارلية الأولى في 1833 والتي انتهت في 1839.
- 23 اغسطس - تحريم العبودية في المستعمرات الإنجليزية.

## مواليد
- ألفرد نوبل.
- إرنيستو تيودورو مونيتا.
- إغناطيوس عبد الله الثاني.
- إيلي دوكميان.
- بنجامين هاريسون.
- تشارلس جورج جوردون.
- كيدو تاكايوشي.
- يوهانس برامس.
- كريستوف فريدريش هيغيلماير.

## وفيات
- جوزيف نيبس
- راحيل فارنهاجن
- طحنون بن شخبوط بن ذياب بن عيسى آل نهيان
- ويليام ويلبرفورس
- أبو القاسم الزياني، وزير ومؤرخ الدولة العلوية